# NASA Astronautengroep 3
The Fourteen was de bijnaam van NASA's derde astronautengroep. De veertien nieuwe astronauten werden in 1963 geselecteerd. Vier van hen kwamen om tijdens trainingsongelukken. Alle overige astronauten vlogen in het Apolloprogramma.
De groep bestond uit:
| Astronaut           | Aantal vluchten | Missies                         | Status               |
| ------------------- | --------------- | ------------------------------- | -------------------- |
| Buzz Aldrin         | 2               | Gemini 12, Apollo 11            | Pensioen 01.07.1971  |
| William Anders      | 1               | Apollo 8                        | Pensioen 01.09.1969  |
| Charles Basset      | 0               |                                 | Omgekomen 28.02.1966 |
| Alan Bean           | 2               | Apollo 12, Skylab 3             | Pensioen 26.02.1981  |
| Eugene Cernan       | 3               | Gemini 9A, Apollo 10, Apollo 17 | Pensioen 01.07.1976  |
| Roger Chaffee       | 0               |                                 | Omgekomen 27.01.1967 |
| Michael Collins     | 2               | Gemini 10, Apollo 11            | Pensioen ??.01.1970  |
| Walter Cunningham   | 1               | Apollo 7                        | Pensioen 01.08.1971  |
| Donn Eisele         | 1               | Apollo 7                        | Pensioen 01.06.1972  |
| Theodore Freeman    | 0               |                                 | Omgekomen 31.10.1964 |
| Richard Gordon      | 2               | Gemini 11, Apollo 7             | Pensioen 01.01.1972  |
| Russell Schweickart | 1               | Apollo 9                        | Pensioen 01.07.1979  |
| David Scott         | 3               | Gemini 8, Apollo 9, Apollo 15   | Pensioen 30.10.1977  |
| Clifton Williams    | 0               |                                 | Omgekomen 05.10.1967 |